# Loi Alan Turing
Ne doit pas être confondu avec Test de Turing.

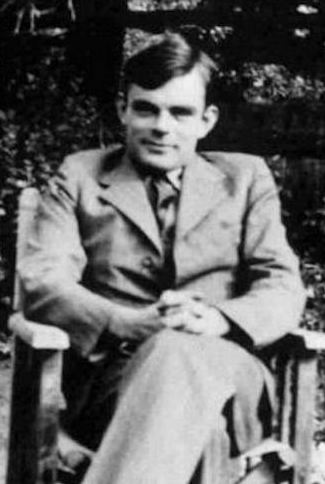
Alan Turing dans les années 1930

La « loi Alan Turing » désigne de manière informelle une loi au Royaume-Uni, dont le but est d'amnistier et gracier rétroactivement les personnes qui ont été condamnées en vertu de la loi anti-sodomie, une loi pénalisant certains comportements sexuels et visant les homosexuels.
Ce nom informel provient d'Alan Turing, un mathématicien et cryptologue britannique, condamné en 1952 et gracié posthumément en 2013, par la reine Élisabeth II.
Plusieurs propositions ont été avancées pour une « loi Alan Turing » et l'introduction d'une telle loi a été un sujet depuis 2015 pour le gouvernement britannique. Pour mettre en œuvre la grâce, le gouvernement britannique s'est appuyé sur un amendement lors de la Policing and Crime Bill 2017 (en). Plusieurs dizaines de milliers de condamnés par le passé pour homosexualité ont ainsi été « pardonnés » à la suite de la promulgation de cette loi. 